# Psilopa aethiopiae
Psilopa aethiopiae är en tvåvingeart som beskrevs av Canzoneri 1987. Psilopa aethiopiae ingår i släktet Psilopa och familjen vattenflugor.
Artens utbredningsområde är Etiopien. Inga underarter finns listade i Catalogue of Life.